# Trận Guinea
Trận hải chiến Guinea (tiếng Bồ Đào Nha: Batalha Naval da Guiné; tiếng Bồ Đào Nha: Batalla naval de Guinea) diễn ra trong Vịnh Guinea, phía Tây châu Phi, năm 1478, giữa hạm đội Bồ Đào Nha và hạm đội Castilla trong bối cảnh Chiến tranh Kế vị Castilla.
Kết quả của trận chiến Guinea có tính quyết định đối với Vương quốc Bồ Đào Nha, họ tiếp tục thống trị Đại Tây Dương và đạt được sự chia sẻ rất thuận lợi về Đại Tây Dương và các vùng lãnh thổ tranh chấp với Vương quyền Castilla trong Hiệp ước Alcáçovas (1479). Tất cả ngoại trừ Quần đảo Canary đều nằm dưới sự kiểm soát của Bồ Đào Nha: Guinea, Cape Verde, Madeira, Azores và độc quyền chinh phục Vương quốc Fez. Bồ Đào Nha cũng giành được độc quyền đối với những vùng đất được phát hiện hoặc sắp được phát hiện ở phía Nam Quần đảo Canary.

## Bối cảnh
Năm 1478, Vương tử John của Bồ Đào Nha, được cha mình là Vua Afonso V của Bồ Đào Nha, giao trách nhiệm quản lý việc mở rộng hàng hải của Vương quốc Bồ Đào Nha từ năm 1474, nhận được tin rằng một hạm đội lớn của Vương quyền Castilla lên tới 35 tàu do Pedro de Covides chỉ huy, đã được Nữ vương Isabel I của Castilla và Ferrando II của Aragón gửi từ Seville đến Mina của Bồ Đào Nha, trong vùng Vịnh Guinea, để tấn công người Bồ Đào Nha ở đó và buôn bán với người bản xứ. John ngay lập tức chuẩn bị và tổ chức một hạm đội gồm 11 tàu với mục tiêu ngăn chặn đoàn tàu viễn chinh của Castilla, trao quyền chỉ huy hạm đội cho Jorge Correia và Mem Palha, hai hiệp sĩ của ông.